# Bannikuppe, Ramanagara
Bannikuppe là một làng thuộc tehsil Ramanagara, huyện Ramanagara, bang Karnataka, Ấn Độ.